# 미카와정 (야마구치현)
미카와정(美川町)은 야마구치현 동부에 있던 정이다. 2006년 3월 20일에 이와쿠니시, 구가정, 슈토정, 유우정, 미와정, 니시키정, 혼고촌과 합병해, 새로운 이와쿠니시가 되어 소멸하였다.

## 역사
- 1955년 7월 20일 - 가와야마촌, 구와네촌이 합병해 미카와촌이 성립하였다.
- 1959년 4월 1일 - 정으로 승격해 미카와정이 되었다.
- 2006년 3월 20일 - 이와쿠니시, 구가정, 슈토정, 유우정, 미와정, 니시키정, 혼고촌과 합병해, 새로운 이와쿠니시가 성립하였다. 동일 미카와정은 폐지되었다.

## 교통

### 철도
- 니시키가와 철도
  - 니시키가와세이류 선

### 도로
- 국도 187호선